# Ludwisarnia Rudolfa Pernera w Pasawie
Ludwisarnia Rudolfa Pernera (niem. Glockengießerei Rudolf Perner) – zakład ludwisarski działający w bawarskim mieście Pasawa.

## Historia
Początki działalności ludwisarskiej rodziny Pernerów sięgają XVII wieku, pierwszą odlewnię założono w Bernie lub Weronie. W 1702 roku Johannes Perner przeprowadził się do Pilzna, gdzie kontynuował prace nad odlewaniem dzwonów. Jeden z jego synów, Josef, wyjechał do Czeskich Budziejowic, a drugi syn, Matthias Perner, do bawarskiego Eichstätt. Matthias nie miał potomstwa, przez co po jego śmierci zakład w Bawarii zamknięto. W 1904 z tego samego powodu zamknięto placówkę w Pilźnie, lecz działalność kontynuowała pracownia w Czeskich Budziejowicach. W 1947 właściciel ludwisarni przeniósł się do Pasawy, gdzie rok później wznowił prace odlewnicze. W 2013 zawieszono działalność odlewniczą, by skupić się na konserwacji dzwonów i naprawie systemów napędzających instrumenty. Twórczość ludwisarską podjęto ponownie w 2017 roku.

## Wybrane realizacje poza Polską
- Dzwony Pummerin i Chorglocke (1951) i dzwon Misericordia (1999) dla katedry św. Szczepana w Pasawie[2],
- trzy dzwony dla kościoła Mater Dolorosa w Berlinie-Lankwitz (1963)[3],
- trzy dzwony dla kościoła Maryi Królowej Pokoju w Berlinie (1968)[4],
- cztery dzwony dla kościoła św. Maurycego w Muthmannshofen, gmina Altusried (1977)[5],
- pięć dzwonów dla kościoła farnego w Schwanenstadt (1977)[6],
- cztery dzwony dla kościoła Marienmünster w Dießen am Ammersee (1987)[7],
- dzwon św. Stefana (1990) i cztery inne dzwony (1993) dla bazyliki św. Stefana w Budapeszcie[8],
- trzy dzwony dla bazyliki śś. Ulryka i Afry w Augsburgu (2001)[9],
- dzwon dla kościoła św. Gebharda w Konstancji (2005)[10],
- dwa dzwony dla konkatedry we Freising (2007)[11],
- trzy dzwony dla klasztoru Scheyern, w tym 10-tonowy dzwon Chrystusa Zbawiciela (2009)[12],
- trzy dzwony dla Herderkirche w Weimarze (2009)[13]
- dzwon św. Michał dla kościoła św. Władysława w Nitrze (2011)[14],
- cztery dzwony dla kościoła św. Mikołaja w Döbeln (2012)[15],
- pięć dzwonów dla kościoła Wniebowzięcia NMP w Hohenpeißenbergu (2012)[16],
- cztery dzwony dla kościoła Podwyższenia Krzyża Świętego w Karwinie-Frysztacie (2012)[17],
- trzy dzwony dla kościoła św. Antoniego w Garmisch-Partenkirchen (2020)[18],
- trzy dzwony dla kościoła św. Anny w Steinbruchu, gmina Neufelden, Austria (2021)[19],
- dwa dzwony dla kościoła Narodzenia Najświętszej Maryi Panny w Wartenbergu (2024)[20].

## Wybrane realizacje w Polsce
- pięć dzwonów dla archikatedry Chrystusa Króla w Katowicach (1983, 1999)[21],
- dzwon dla kościoła Jezusa Chrystusa Króla Wszechświata w Ustroniu (2004)[22][23]
- dzwon dla bazyliki św. Ludwika Króla i Wniebowzięcia NMP w Katowicach (2008)[24]
- trzy dzwony dla kościoła św. Barbary w Strumieniu (2008)[25],
- trzy dzwony dla kościoła śś. Filipa i Jakuba w Żorach (2008)[26],
- dwa dzwony dla kościoła św. Józefa w Krakowie (2012)[27],